# عمدة واشنطن العاصمة
عمدة واشنطن العاصمة هو رئيس الفرع التنفيذي لحكومة مقاطعة كولومبيا في الولايات المتحدة. يقع على عاتق العمدة واجب إنفاذ قوانين المقاطعات ، وصلاحية إما الموافقة على مشاريع القوانين التي يقرها مجلس مقاطعة كولومبيا في الولايات المتحدة أو الاعتراض عليها. بالإضافة إلى ذلك ، يشرف العمدة على جميع خدمات المقاطعة والممتلكات العامة والشرطة والحماية من الحرائق ومعظم الوكالات العامة ونظام المدارس العامة داخل مقاطعة كولومبيا.  يشرف مكتب العمدة على ميزانية المقاطعة السنوية البالغة 8.8 مليار دولار.  يقع المكتب التنفيذي لرئيس البلدية في مبنى جون ويلسون في وسط مدينة واشنطن العاصمة. يعين العمدة العديد من المسؤولين ، بما في ذلك نواب رؤساء البلديات للتعليم والتخطيط والتنمية الاقتصادية ، ومسؤول المنطقة ، ومستشار المدارس العامة بالمنطقة ، والمكتب للشؤون اللاتينية ورؤساء الأقسام لوكالات المنطقة.